# Martha Wainwright
Martha Wainwright (Montreal, 8 de mayo de 1976) es una cantautora canado-estadounidense de música folk y rock. Es la hermana menor del cantante Rufus Wainwright e hija del músico de rock y blues Loudon Wainwright III y la cantante canadiense de folk Kate McGarrigle. Se crio con su hermano Rufus en Montreal y comenzó su carrera como cantante grabando la canción "Year of the Dragon" en un disco de Kate & Anna McGarrigle de 1998 llamado The McGarrigle Hour. Además colaboró con coros en los discos de su hermano y tomó clases de arte dramático en la Universidad Concordia.
Más tarde, se mudó a Nueva York donde contactó con el productor Brad Albetta con quien grabó sus discos
Martha Wainwright (2005 MapleMusic Recordings) y I Know You're Married But I've Got Feelings Too (2008) con este último obtuvo muy buenas críticas.
Se casó con su productor Brad Albetta en septiembre de 2007 y tuvieron un hijo prematuro el 16 de noviembre de 2009 en el University College Hospital de Londres.

## Discografía

### Álbumes de estudio
| 1997                                                               | Ground Floor - Lanzamiento: 1997 - Discográfica: - Formato: Casete                                                   | —  | —  | —  | — | —  | —  | —  | —  | —  |
| 2005                                                               | Martha Wainwright - Lanzamiento: abril de 2005 - Discográfica: Zoë Records\|Zoë/Drowned in Sound - Formato: CD       | 43 | —  | —  | — | —  | —  | 39 | 49 | 63 |
| 2008                                                               | I Know You're Married But I've Got Feelings Too - Lanzamiento: 10 de mayo de 2008 - Discográfica: Zoë - Formato: CD  | 10 | 19 | 40 | 6 | 19 | 63 | 12 | 15 | 29 |
| 2012                                                               | Come Home to Mama - Lanzamiento: 16 de octubre de 2012 - Discográfica: V2/Cooperative Music US - Formato: CD, Vinyl  | —  | 77 | 93 | 6 | —  | —  | —  | —  | 58 |
| 2016                                                               | Goodnight City - Lanzamiento: 11 de noviembre de 2016 - Discográfica: V2/Cooperative Music US - Formato: CD, Vinyl   | —  |    |    |   | —  | —  | —  | —  |    |
| 2021                                                               | Love will be reborn - Lanzamiento: 20 de agosto de 2021 - Discográfica: V2/Cooperative Music US - Formato: CD, Vinyl | —  |    |    |   | —  | —  | —  | —  |    |
| "—" denota que no entró en ese chart o no fue lanzado en ese país. | |    |    |    |   |    |    |    |    |    |

### Álbumes en vivo

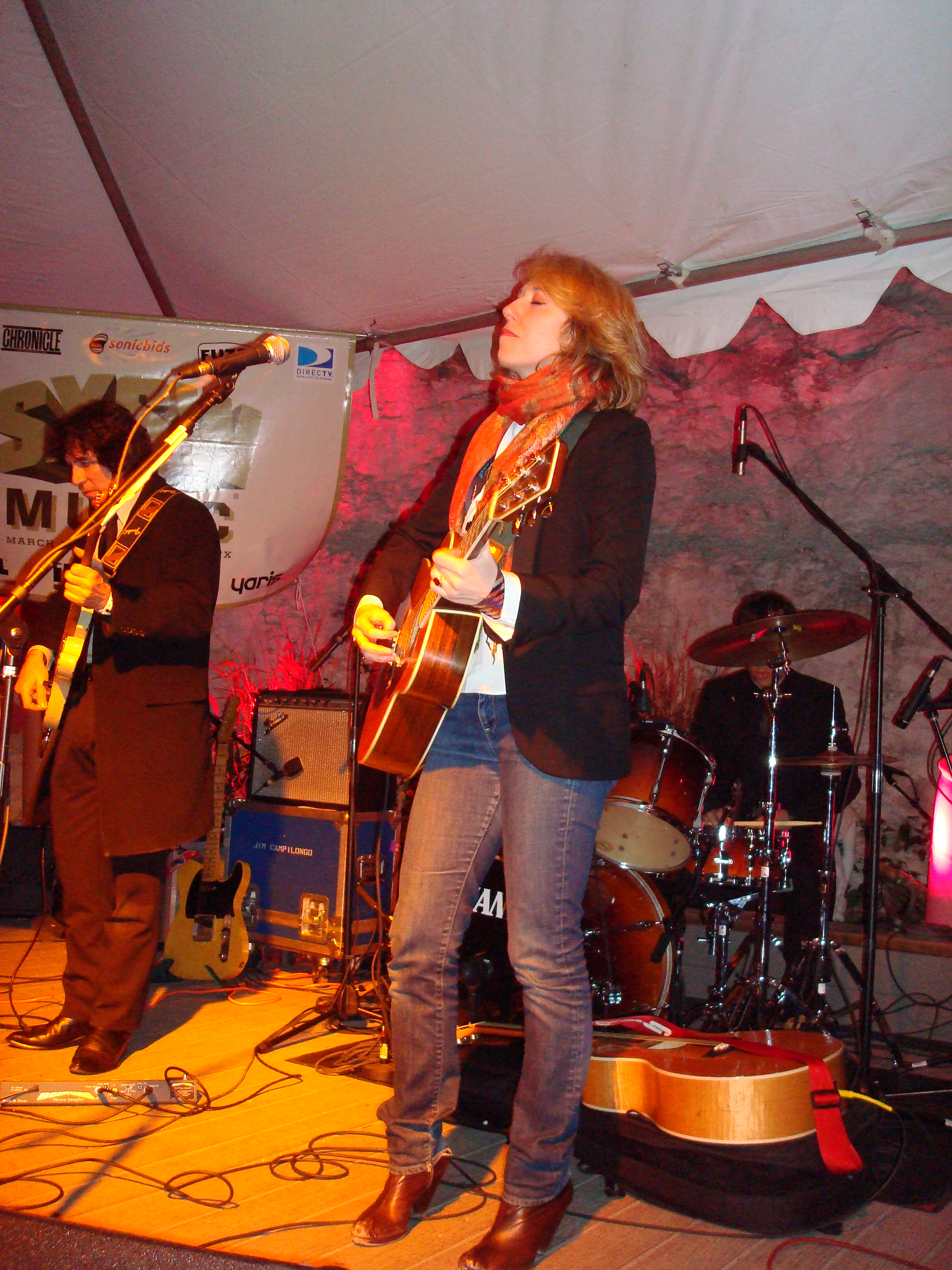
Martha Wainwright

| Año  | Álbum | Posición en las listas |
| Año  | Álbum | NOR                    |
| ---- | --- | ---------------------- |
| 2009 | Sans Fusils, Ni Souliers, à Paris: Martha Wainwright's Piaf Record - Lanzamiento: November 2009 - Discográfica: V2 Records - Formato: CD | 29                     |

### EP
| Año  | EP | Notas |
| ---- | --- | --- |
| 1999 | Martha Wainwright - Lanzamiento: 1999 - Discográfica: Querbes Service - Formato: CD                                 | - Contiene seis canciones, dos de las cuales aparecieron en el álbum debut de Wainwright ("GPT" y "Do not Forget") y una que apareció en I Know You're Married But I've Got Feelings Too ("Jimi")  |
| 2005 | Bloody Mother Fucking Asshole - Lanzamiento: 25 de enero de 2005 - Discográfica: Zoë/Drowned in Sound - Formato: CD | - Contiene cinco canciones, incluyendo dos que aparecieron en el álbum debut de Wainwright y un cover de "How Soon" (C. Lucas / J. Owens)                                                          |
| 2005 | I Will Internalize - Lanzamiento: 29 de noviembre de 2005 - Discográfica: MapleMusic Records - Formato: CD          | - Contiene cinco temas, tres de los cuales aparecieron como bonus tracks en el álbum debut de Wainwright ("Baby", "Bring Back My Heart", y una cubierta de Barbara 's "Dis, Quand Reviendras-tu?") |
| 2008 | iTunes Live from Montreal - Lanzamiento: 9 de diciembre de 2008 - Discográfica: iTunes - Formato: Descarga digital  | - Contiene seis pistas que aparecen en I Know You're Married But I've Got Feelings Too ; lanzado a través de iTunes en Canadá                                                                      |

### Sencillos
| Año  | Sencillo                | Álbum                                           |
| ---- | ----------------------- | ----------------------------------------------- |
| 2005 | "Factory"               | Martha Wainwright                               |
| 2005 | "When the Day Is Short" | Martha Wainwright                               |
| 2005 | "Far Away"              | Martha Wainwright                               |
| 2008 | "Bleeding All Over You" | I Know You're Married But I've Got Feelings Too |

### Contribuciones en otros álbumes
| Año  | Canción                         | Álbum     |
| ---- | ------------------------------- | --------- |
| 2006 | "Set the Fire to the Third Bar" | Eyes Open |

### Vídeos musicales
| Año  | Título                  | Álbum                                           | Director      |
| ---- | ----------------------- | ----------------------------------------------- | ------------- |
| 2005 | "When the Day Is Short" | Martha Wainwright                               | Sara Mishara  |
| 2008 | "You Cheated Me"        | I Know You're Married But I've Got Feelings Too | [ 13 ]        |
| 2012 | "Prosepina"             | Come home To Mama                               | Mattu Placeks |

### Soundtracks
| Año  | Álbum                                 | Canción              | Discográfica | Ref.   |
| ---- | ------------------------------------- | -------------------- | ------------ | ------ |
| 2004 | Tommy Tricker and the Stamp Traveller | "Tommy Come Back"    |              |        |
| 2004 | The Aviator                           | "I'll Be Seeing You" | Sony         | [ 14 ] |
| 2013 | Trauma (Season 4)                     | Todas las canciones  |              | [ 15 ] |

### Compilaciones
| Año  | Álbum                                                       | Canción                         | Discográfica | Ref.   |
| ---- | ----------------------------------------------------------- | ------------------------------- | ------------ | ------ |
| 2000 | Simply Mad... About the Loser's Lounge                      | "The Name of the Game"          | Zilcho       | [ 16 ] |
| 2007 | Song of America                                             | "I Am Woman"                    | 31 Tigers    | [ 16 ] |
| 2009 | Great Canadian Song Quest                                   | "Four Black Sheep in the Night" | CBC Records  | [ 17 ] |
| 2013 | Sing Me the Songs: Celebrating the Works of Kate McGarrigle | "Kiss and Say Goodbye"          | Nonesuch     |        |
| 2013 | Sing Me the Songs: Celebrating the Works of Kate McGarrigle | Matapedia                       | Nonesuch     |        |
| 2013 | Sing Me the Songs: Celebrating the Works of Kate McGarrigle | Tell My Sister                  | Nonesuch     |        |
| 2013 | Sing Me the Songs: Celebrating the Works of Kate McGarrigle | First Born                      | Nonesuch     |        |
| 2013 | Sing Me the Songs: Celebrating the Works of Kate McGarrigle | Heart Like a Wheel              | Nonesuch     |        |
| 2013 | Sing Me the Songs: Celebrating the Works of Kate McGarrigle | Proserpina                      | Nonesuch     |        |
| 2013 | Sing Me the Songs: Celebrating the Works of Kate McGarrigle | I Am a Diamond                  | Nonesuch     |        |
| 2013 | Sing Me the Songs: Celebrating the Works of Kate McGarrigle | All the Way to San Francisco    | Nonesuch     |        |
| 2013 | Sing Me the Songs: Celebrating the Works of Kate McGarrigle | Dink's Song                     | Nonesuch     |        |
| 2013 | Sing Me the Songs: Celebrating the Works of Kate McGarrigle | Love Over and Over              | Nonesuch     |        |

### Otras colaboraciones
| Año  | Artista                  | Álbum                                                       | Canción                                                                                | Descripción                                          | Ref.   |
| ---- | ------------------------ | ----------------------------------------------------------- | -------------------------------------------------------------------------------------- | ---------------------------------------------------- | ------ |
| 1983 | Kate and Anna McGarrigle | Love Over and Over                                          |                                                                                        | Voz                                                  | [ 16 ] |
| 1991 | varios artistas          | Songs of the Civil War                                      |                                                                                        | Voz                                                  | [ 16 ] |
| 1995 | Loudon Wainwright III    | Grown Man                                                   | "Father/Daughter Dialogue"                                                             | Voz                                                  | [ 16 ] |
| 1996 | Kate and Anna McGarrigle | Matapédia                                                   |                                                                                        | Voz                                                  | [ 16 ] |
| 1998 | Rufus Wainwright         | Rufus Wainwright                                            | "April Fools", "In My Arms", "Sally Ann"                                               | Coros                                                | [ 18 ] |
| 1998 | Kate and Anna McGarrigle | The McGarrigle Hour                                         |                                                                                        | Guitarra, voz                                        | [ 16 ] |
| 1999 | Dan Bern                 | Smartie Mine                                                | "Baby Love"                                                                            | Compositora                                          | [ 19 ] |
| 1999 | Boo Hewerdine            | Thanksgiving                                                |                                                                                        | Voz                                                  | [ 16 ] |
| 2000 | Red Hot Organization     | Red Hot + Indigo                                            | "Star Crossed Lovers"                                                                  | Voz (con Propellerheads)                             | [ 20 ] |
| 2001 | Jet Set Satellite        | Blueprint                                                   |                                                                                        | Voz                                                  | [ 16 ] |
| 2001 | Rufus Wainwright         | Poses                                                       | "Poses", "California", "Rebel Prince", "One Man Guy", "Evil Angel"                     | Coros                                                | [ 16 ] |
| 2002 | Linda Thompson           | Fashionably Late                                            |                                                                                        | Coros                                                | [ 16 ] |
| 2002 | Gordon Gano              | Hitting the Ground                                          | "It's Money"                                                                           | Voz                                                  | [ 16 ] |
| 2003 | Varios artistas          | Maybe This Christmas Too?                                   | "Spotlight on Christmas"                                                               | Coros, campanas                                      | [ 16 ] |
| 2003 | Geoff Muldaur            | Private Astronomy: A Vision of the Music of Bix Beiderbecke |                                                                                        | Voz, miembro del grupo                               | [ 16 ] |
| 2003 | Loudon Wainwright III    | So Damn Happy                                               |                                                                                        | Voz                                                  | [ 16 ] |
| 2003 | Kate and Anna McGarrigle | La vache qui pleure                                         |                                                                                        | Voz, guitarra                                        | [ 16 ] |
| 2003 | Rufus Wainwright         | Want One                                                    |                                                                                        | Coros                                                | [ 16 ] |
| 2004 | Rosalie Sorrels          | My Last Go Round                                            |                                                                                        | Coros                                                | [ 16 ] |
| 2004 | Meanwhiles               | Nights Rewind                                               |                                                                                        | Voz                                                  | [ 16 ] |
| 2004 | Rufus Wainwright         | Want Two                                                    | "The One You Love", "Peach Trees", "Hometown Waltz", "Gay Messiah", "Old Whore's Diet" | Violín, coros                                        | [ 16 ] |
| 2005 | Kate and Anna McGarrigle | The McGarrigle Christmas Hour                               |                                                                                        | Guitarra, percusión, voz, estribillo, coro, campanas | [ 16 ] |
| 2005 | Varios artistas          | Peter Buck Presents: The REM Collection, Vol. 3             |                                                                                        |                                                      | [ 16 ] |
| 2006 | Snow Patrol              | Eyes Open                                                   | "Set the Fire to the Third Bar"                                                        | Voz                                                  | [ 16 ] |
| 2006 | Jim Campilongo           | Heaven Is Creepy                                            | "Beautiful Dreamer"                                                                    | Voz                                                  | [ 21 ] |
| 2006 | Teddy Thompson           | Separate Ways                                               |                                                                                        | Coros                                                | [ 16 ] |
| 2007 | Jon Regen                | Let It Go                                                   |                                                                                        | Coros                                                | [ 16 ] |
| 2007 | Rufus Wainwright         | Release the Stars                                           | "Do I Disappoint You", "Slideshow"                                                     | Coros                                                | [ 16 ] |
| 2007 | Rufus Wainwright         | Rufus Does Judy at Carnegie Hall                            | "Stormy Weather"                                                                       | Coro principal                                       | [ 16 ] |
| 2007 | Linda Thompson           | Versatile Heart                                             |                                                                                        | Voz                                                  | [ 16 ] |
| 2008 | Varios artistas          | Groupes de Pamplemousse                                     | "Il pleure dans mon cœur"                                                              | Voz (con Kate McGarrigle)                            | [ 22 ] |
| 2008 | The Heavy Circles        | The Heavy Circles                                           | "Easier"                                                                               | Voz                                                  | [ 16 ] |
| 2009 | Loudon Wainwright III    | High Wide & Handsome: The Charlie Poole Project             | "Only Old and in the Way"                                                              | Coros                                                | [ 16 ] |